# Chinese Man
Chinese Man (/t͡ʃaɪˈniːz mæn/) est un collectif de hip-hop et electro français, originaire d'Aix-en-Provence, dans les Bouches-du-Rhône. Formé en 2004, il puise ses influences dans le rap avant tout, mais aussi dans le funk, le dub, le reggae ou encore le jazz. Chinese Man est composé des DJs Zé Mateo et High Ku, et du beatmaker SLY. Les beatmakers Leo le bug et Le Yan gravitent également autour du groupe et participent notamment à la composition de plusieurs morceaux.
Le label du collectif, Chinese Man Records, actuellement situé à Marseille, assure la production et le management de cinq compositeurs et de trois DJs. Il collabore également avec un grand nombre d’artistes en France et aux États-Unis.

## Biographie

### Formation et débuts
Chinese Man est formé en 2004 à Aix-en-Provence, dans les Bouches-du-Rhône. Chinese Man fait ses débuts en 2005 avec l'EP The Pandi Groove, publié sur leur propre label discographique, Chinese Man Records.
Le collectif publie plusieurs autres EPs avant la sortie de son premier album The Groove Sessions, le 8 octobre 2007. Il commence à être reconnu en 2008, et participe notamment au festival du Printemps de Bourges (découvertes hip-hop) et aux Solidays. En avril 2008, SLY (producteur du trio Chinese Man et membre fondateur du label) publie un premier EP solo (vinyle édition limitée) de hip-hop expérimental à influences dub, folk ou electro.
En juillet 2009, le collectif est à l'affiche du Festival le Col des 1000, à Miribel-les-Échelles (alt. 884 m) dans le parc naturel régional de Chartreuse, en Isère, puis font partie de la tête d'affiche du festival Démon d'Or dans le Rhône et font une apparition au Festival de rock aux fées en Bretagne en août 2009. La même année, le collectif publie le deuxième volet The Groove Sessions Vol. 2, qui atteint la 75e place des classements français.
L'intro de Bunni Groove est utilisée pour le générique de l’émission de radio On n'arrête pas l'éco sur France Inter depuis 2010.

### Années 2010
En juin 2010, ils font un concert aux Solidays, dans l'Hippodrome de Longchamp à Paris. Ils apparaissent également le même été aux Artefacts de Strasbourg et aux Arts scéniques de Sélestat, puis en juillet, ils participent au festival de Domaize, en prélude au set hip-hop expérimental de DJ Shadow.
En avril 2011, ils sont à l'affiche du Sunday Reggae au Printemps de Bourges. Ils jouent ensuite au Rock'n Solex à Rennes, au festival lorrain Le Jardin du Michel à Bulligny, aux festivals Terres du Son à Monts, Au Pont du Rock à Malestroit, et Kolorz Festival à Carpentras, au Foreztival à Trelins dans la Loire. En août, ils clôturent le festival Esperanzah!, en Belgique, et sont également à l'affiche du Chien à Plumes à Langres, en Haute-Marne. En septembre, ils jouent à Guillestre dans le cadre du projet Zik au Sommet organisé par l'association Aix'Qui. En octobre, ils participent au festival insolent à Quimper, ainsi qu'au Festival Rocktambule à Grenoble, puis jouent à Elmediator de Perpignan. En 2011, ils reviennent dans leur ville d'origine pour le festival Marsatac. La même année, le collectif publie l'album Racing With the Sun.
En avril 2012, ils sont à l'affiche du Festival Panoramas, à Morlaix. En juin, ils jouent au Rock dans tous ses états à Évreux et au Festival Couleur Café de Bruxelles, puis aux Eurockéennes de Belfort, à Musilac (Aix-les-Bains), au Paléo Festival de Nyon, aux Francofolies de La Rochelle aux Vieilles Charrues à Carhaix ainsi qu'au Festival de la paille à Métabief en juillet. En novembre, ils jouent à La Machine du Moulin Rouge, à Paris.
Le 24 février 2014, Chinese Man publie un EP six titres, Once Upon a Time, suivi de l'album The Groove Sessions Vol. 3, qui atteint la 30e place des classements français. Le groupe repart en tournée pour ses dix ans avec Deluxe, signé sur le label Chinese Man Records. En juillet, le groupe se produit au festival de jazz de Montréal ainsi qu'au Garance Reggae Festival de Bagnols-sur-Cèze, le groupe passe ensuite au Festival Emmaüs Lescar-Pau.
Le 13 mars 2015, le groupe est en tête d'affiche du concert Le grand pardon, organisé aux Docks des Suds, en soutien au journal Le Ravi. Il participe également au Printemps de Bourges. Le 2 août, le groupe se produit au festival belge Esperanzah!, avec comme partenaires d'affiche Alpha Blondy et Starflam, notamment.
A l'été 2018, il signe la bande originale du spectacle Speakeasy au Palais des Glaces.

## Discographie

### EPs

#### Chinese Man
- 2005 : The Pandi Groove EP, 4 titres
- 2006 : The Bunni Groove EP, 6 titres dont I've Got that Tune
- 2007 : The Indi Groove EP, 5 titres
- 2008 : The Groove Sessions Vol.1, 14 titres
- 2009 : Hong Kong Dragon Speaking EP, 4 titres
- 2009 : The Groove Sessions Vol.2, 16 titres
- 2011 : Miss Chang EP, 4 titres
- 2012 : Racing + Remix With the Sun, 26 titres
- 2014 : Once upon a time EP
- 2014 : The Groove Sessions Vol.3, 14 titres

#### Solos
- 2008 : SLY- Small City Music EP, 8 titres
- 2008 : Leo Le Bug - Le Pudding EP, 4 titres
- 2010 : Leo Le Bug / LeYan - Split EP, 8 titres
- 2012 : Deluxe - Polishing Peanuts, 6 titres
- 2013 : Deluxe - Daniel, 4 titres
- 2013 : Deluxe - The Deluxe Family Show, 12 titres
- 2013 : Taiwan MC - Heavy This Year, EP 6 titres
- 2013 : LeYan & TomaPam - Sputnik Moment, 45T 2 titres
- 2014 : Taiwan MC - Diskodub, EP 8 titres

### Remixes
- 2010 : Femi Kuti - Day by Day (Chinese Man Remix)
- 2010 : Belleruche – You're Listening to the Worlds (Chinese Man Remix)
- 2011 : Dub Pistols - Ganja feat. Rodney P. (Chinese Man Remix)
- 2011 : Femi Kuti - Bad Government (Chinese Man Remix)
- 2012 : Biga Ranx - Shame (Chinese Man Remix)
- 2012 : Hugo Kant - This Old Relaxation (Zé Mateo Remix)
- 2012 : Remix with the Sun
- 2018 : Shikantaza Remix (Chinese Man Remix)

### Collaborations
- 2017 : Chinese Man & Tha Trickaz Ft. Youthstar, A.S.M (A State Of Mind) - Operaz
- 2020 : Chinese Man, Scratch Bandits Crew, Baja Frequencia - The Groove Sessions Vol.5, 15 titres